# آدرین ویسنته
 آدرین ویسنته یونتا (زاده ۱۱ ژوئن ۱۹۹۹)، تکواندوکار اهل اسپانیا است.   وی در مسابقات تکواندو قهرمانی اروپا ۲۰۱۸ حضور داشت و موفق به کسب نشان طلا در دسته پر وزن مردان شد. 